# Mark Lane (metropolitana di Londra)
Mark Lane è una stazione fantasma della Circle e District Line della metropolitana di Londra, fra le moderne stazioni di Bank and Monument e Tower Hill.

## Storia
La stazione venne inaugurata il 6 ottobre 1884 per sostituire lo scalo di Tower of London, rimasto aperto al pubblico per poco tempo. Ciò avvenne a causa della fusione tra la Metropolitan Railway e la Metropolitan District Railway nell'odierna Circle line, i cui tunnel necessitavano di un diametro maggiore.
Il nome originariamente proposto per la stazione era Seething Lane, ma la denominazione fu cambiata prima dell'apertura. L'edificio di superficie venne demolito nel 1911 e un nuovo ingresso fu incorporato in un palazzo di uffici. Mark Lane cambiò in seguito nome il 1º settembre 1946 e venne rinominata Tower Hill.
La stazione venne chiusa il 4 febbraio 1967 a causa del poco spazio disponibile per un'eventuale espansione. Il crescente numero di passeggeri rendeva la stazione scomoda e affollata. Inoltre, vi era la necessità di costruire un nuovo binario che consentisse ai treni della District Line che in precedenza terminavano la corsa a Mansion House di proseguire fino a Tower Hill, aumentando nelle ore di punta la frequenza dei treni in stazioni fortemente trafficate quali Monument e la stessa Tower Hill. La stazione, che mantenne il nome "Tower Hill", venne quindi spostata sul lato est di Trinity Square, esattamente sul sito della precedente stazione abbandonata di Tower of London, di fronte alla Torre di Londra e più vicino a un interscambio pedonale con la stazione ferroviaria di Fenchurch Street.
Parte della stazione di Mark Lane è tuttora visibile nel tunnel fra Monument e Tower Hill, anche se solo la piattaforma in direzione est è superstite. Della stazione in superficie rimane il sottopassaggio pedonale sotto Byward Street, che un tempo consentiva l'accesso alla stazione dal lato sud della via. Inferriate di grandi dimensioni ora coprono le scalinate che conducevano alle banchine. L'atrio di ingresso alla stazione vera e propria è ora occupato da locali commerciali. Gli uffici sopra la stazione venivano infine chiamati «Mark Lane Station Buildings»; questa denominazione era visibile, fino a poco tempo fa, sull'ingresso che s'affaccia su Byward Street.

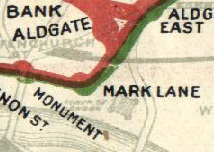
Mark Lane raffigurata in una mappa della metropolitana di Londra del 1908.
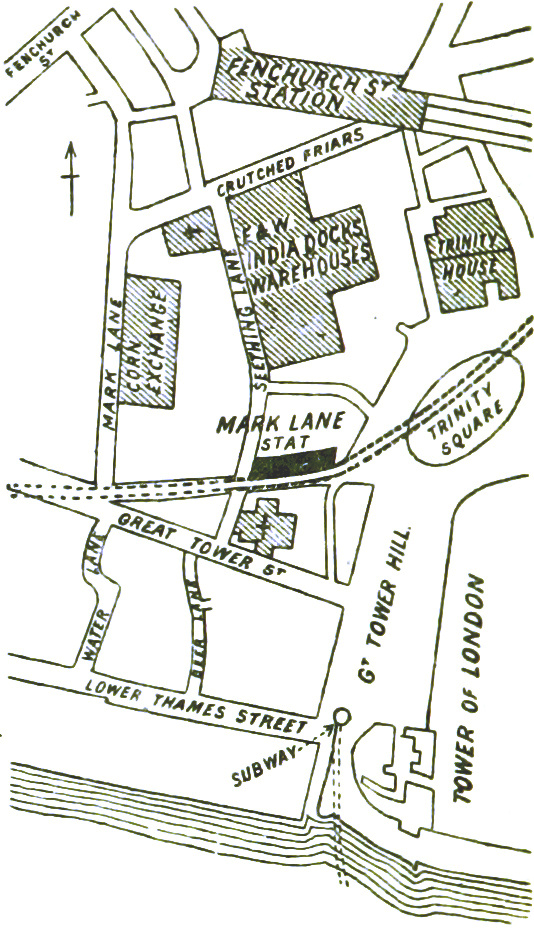
Planimetria del 1888 raffigurante anche l'ubicazione dello scalo.
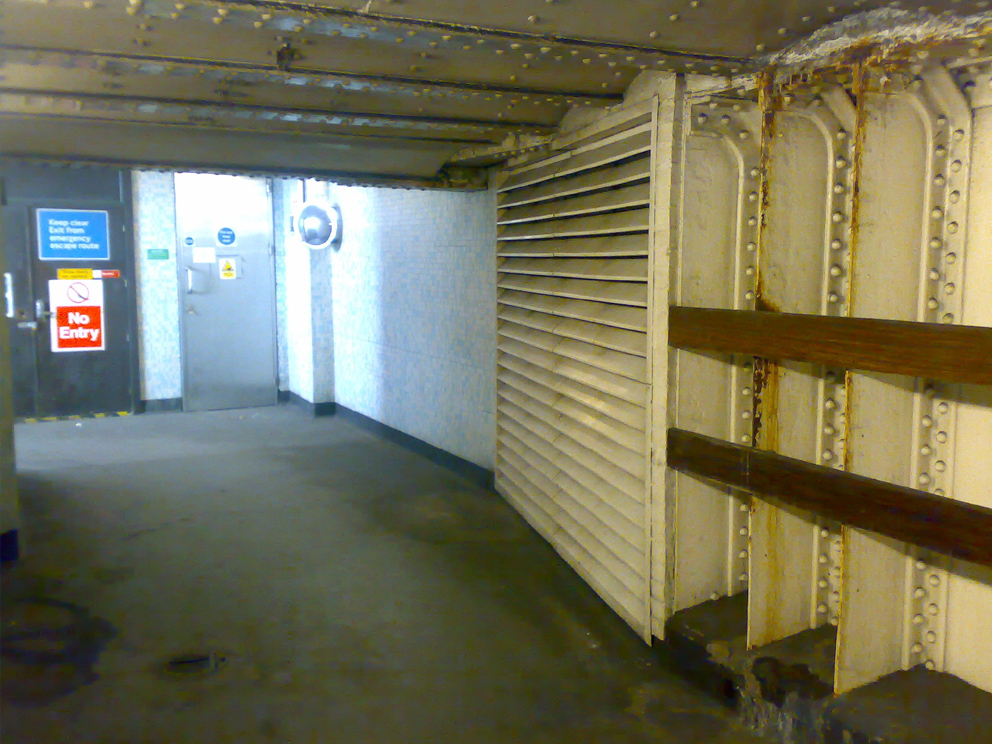
Strutture superstiti della stazione.